# Mesquita d'Hammuda Paixà

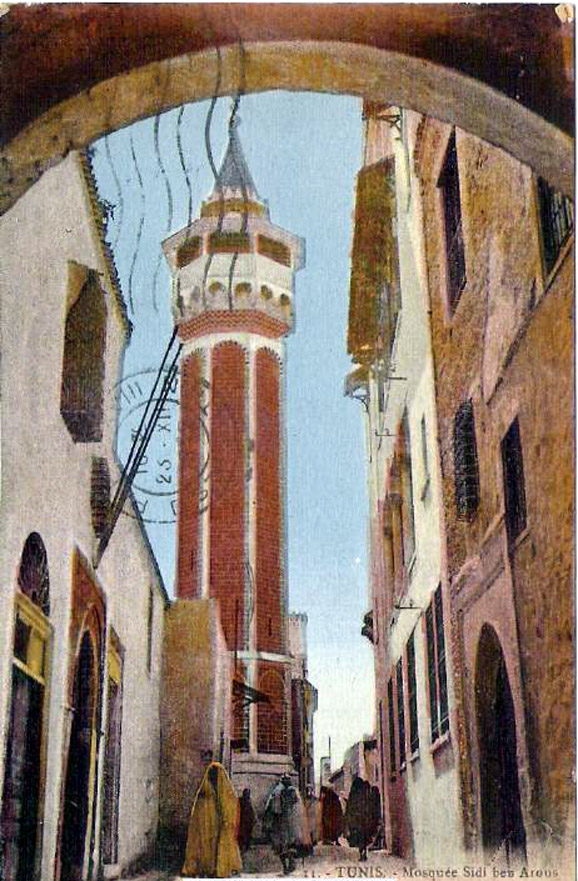
Minaret de la mesquita Hammuda Pasha

La mesquita de Hammuda Paixà (àrab: جامع حمودة باشا, jāmiʿ Ḥammūda Bāxā) és un edifici religiós de Tunis, a Tunísia, construït pel bei muradita Hammuda Paixà el 1655. És del ritu hanefita amb minaret octogonal. L'arquitectura és d'estil otomà del segle xvii, amb porta de marbre i teulada verda a tres pendents. Té, a l'interior, a la dreta del pati, el mausoleu de Hammuda Paixà. Les finestres estan decorades amb ferros molt treballats, cas únic a Tunísia en arquitectura religiosa.